# La Tarta del Teide
La Tarta del Teide es una formación de roca piroclástica, que se encuentra en un extremo del parque nacional del Teide, en la isla de Tenerife (Canarias, España). Junto a la formación se encuentra un mirador que lleva su nombre.

## Descripción
"La Tarta" se encuentra junto a la carretera TF-24, que asciende al parque nacional desde el término municipal de La Laguna hasta El Portillo, concretamente en el punto kilométrico 31,8 y 31,9.
La formación es un antiguo río de lava, resultado de una serie de erupciones volcánicas en las que se acumularon diferentes tipos de materiales de distintas características y colores de manera superpuesta. De ahí la denominación de la formación, la cual recuerda a un pastel.
Se estima que entre cada una de las capas pueden haber transcurrido siglos o milenios. La capa blanca está formada por fragmentos de piedra pómez, muy porosa y ligera. Las capas negras se forman por picón basáltico, característico de las erupciones con bajas emisiones de gas. Por último, las capas rojizas también son de picón basáltico, pero su color es el resultado de haber entrado en contacto con aguas subterráneas que han oxidado el material antes de evaporarse por el calor.
La Tarta del Teide y su mirador son una atracción turística y una de las formaciones más famosas del parque nacional del Teide.